# Avelo Airlines
Avelo Airlines (ehemals Xtra Airways) ist eine US-amerikanische Billigfluggesellschaft mit Sitz in Houston.

## Geschichte
Avelo Airlines wurde 1987 unter dem Namen Casino Express gegründet. Anfangs flog sie für das Red Lion Hotel and Casino Linienflüge. Nachdem Red Lion den Flugbetrieb am 1. Februar 2005 einstellte, übernahmen Investoren die Fluggesellschaft und wandelten sie in eine Charterfluggesellschaft um. Gleichzeitig folgte die Umbenennung in Xtra Airways. Im Dezember 2014 wurde die Gesellschaft von der AerLine Holdings, Inc. übernommen. 2015 verlegte sie ihren Sitz vom Boise Airport in Idaho zum Miami International Airport in Florida, um näher an den Kunden zu sein. 2018 wurde die Entscheidung getroffen, die Flotte bis Mai desselben Jahres von acht auf ein Flugzeug zu reduzieren, bevor die Gesellschaft anschließend von AerLine Holdings, Inc. zum Verkauf angeboten wurde.
2018 erwarb der ehemalige CEO von Allegiant Air Andrew Levy die Fluggesellschaft. Die Gesellschaft wurde in Avelo Airlines umbenannt, die Basis nach Burbank, Los Angeles verlegt sowie die Zentrale nach Houston. Die Gesellschaft ist jetzt nicht mehr auf Charterflug, sondern als Billigfluggesellschaft ausgerichtet.
Am 28. April 2021 wurde der kommerzielle Flugbetrieb unter dem Namen Avelo Airlines mit einem Flug vom Hollywood Burbank Airport zum Charles M. Schulz–Sonoma County Airport aufgenommen. Am 3. November 2021 führte Avelo Airlines ihren ersten kommerziellen Flug am Tweed-New Haven Airport durch, ihrer ersten Basis an der Ostküste. Am 30. Juni 2022 folgte der erste kommerzielle Flug vom Orlando International Airport, einer weiteren Basis der Fluggesellschaft.
Am 1. Februar 2023 wurde eine Basis am Wilmington Airport im US-Bundesstaat Delaware eröffnet, am 15. Februar 2023 folgte eine Basis am Raleigh-Durham International Airport. Am 7. September 2023 wurde eine weitere Basis am Harry Reid International Airport in Las Vegas eröffnet. Die Basis in Las Vegas wurde jedoch nach kurzer Zeit geschlossen.
Am 1. Mai 2024 wurde eine Basis am Charles M. Schulz–Sonoma County Airport eröffnet, am 24. Oktober 2024 folgte eine Basis am Lakeland Linder International Airport. Am 7. November 2024 wurde eine Basis am Bradley International Airport in Hartford eröffnet. Die Basis am Orlando International Airport wurde mittlerweile geschlossen. Im November 2024 wurden erstmals internationale Linienflüge durchgeführt. Im Dezember 2024 wurde die Eröffnung weiterer Basen am Concord-Padgett Regional Airport und am Wilmington International Airport im US-Bundesstaat North Carolina angekündigt.

## Flugziele
Avelo Airlines betreibt weitgehend voneinander getrennte Liniennetze im Osten und im Westen der Vereinigten Staaten. Das Liniennetz im Osten des Landes umfasst vor allem Flüge ab den Basen in Hartford, Lakeland, New Haven, Raleigh und Wilmington. Im Westen des Landes werden vor allem Flüge ab den Basen in Burbank und Sonoma County angeboten. Daneben werden auch internationale Ziele in der Karibik sowie in Mexiko angeflogen.

## Flotte
Mit Stand Februar 2025 besteht die Flotte der Avelo Airlines aus 20 Flugzeugen mit einem Durchschnittsalter von 16,8 Jahren:
| Flugzeugtyp    | Anzahl | bestellt | Anmerkungen  | Sitzplätze | Durchschnittsalter |
| -------------- | ------ | -------- | ------------ | ---------- | ------------------ |
| Boeing 737-700 | 08     |          |              | 147        | 18,8 Jahre         |
| Boeing 737-800 | 12     |          | eine inaktiv | 175/189    | 15,4 Jahre         |
| Gesamt         | 20     |          |              |            | 16,8 Jahre         |

## Kritik
Die Fluggesellschaft wird dafür kritisiert, im Auftrag der US-Regierung um Präsident Donald Trump Abschiebeflüge vom Mesa-Gateway Airport aus durchzuführen. Die Unternehmensführung verteidigt die Praxis trotz teils heftiger Kritik aus Politik und Gesellschaft, da das stabile und risikofreie Einkommen aus diesen Flügen der Gesellschaft bei weiterem Wachstum helfe.
Die Fluggesellschaft baut das Geschäft mit den Abschiebeflügen trotz anhaltender Kritik aus und hat drei Boeing 737 Flugzeuge in neutralem Weiß lackiert, damit die Fluggesellschaft öffentlich weniger in Zusammenhang mit den Abschiebungen gebracht wird.